# EA Sports BIG
EA Sports BIG — бренд, що використовувався Electronic Arts з 2000 по 2008 для відеоігор на тему спортивних ігор і екстремального спорту. SSX стала першою грою під цим брендом. Пізніші гри, такі як FIFA Street (2012) і SSX (2012) скоротили брендинг EA Sports BIG і були випущені під EA Sports. Назву EA Sports BIG і брендинг придумав Стівен Райшафнер, виконавчий продюсер SSX, SSX Tricky, SSX 3 і NBA Street Vol. 2.